# Tom Gorman
Pour les articles homonymes, voir Gorman.
Tom Gorman, né le 19 janvier 1946 à Seattle, est un ancien joueur de tennis professionnel américain.
Il a fait partie de l'équipe américaine de Coupe Davis lors de la victoire en 1972. Il a également remporté le Saladier d'argent en tant que capitaine en 1990 et 1992.

## Parcours dans les tournois duGrand Chelem

### En simple
| Année | Open d'Australie | Open d'Australie | Internationaux de France | Internationaux de France | Wimbledon       | Wimbledon     | US Open         | US Open     | Open d'Australie | Open d'Australie |
| ----- | ---------------- | ---------------- | ------------------------ | ------------------------ | --------------- | ------------- | --------------- | ----------- | ---------------- | ---------------- |
| 1966  | —                | —                | —                        | —                        | —               | —             | 1er tour (1/64) | C. Drysdale | n.o.             | n.o.             |
| 1967  | —                | —                | —                        | —                        | —               | —             | 2e tour (1/32)  | G. Scott    | n.o.             | n.o.             |
| 1968  | —                | —                | —                        | —                        | —               | —             | 1er tour (1/64) | V. Seixas   | n.o.             | n.o.             |
| 1969  | —                | —                | 1er tour (1/64)          | I. Gulyás                | 1er tour (1/64) | I. Năstase    | 3e tour (1/16)  | D. Ralston  | n.o.             | n.o.             |
| 1970  | 2e tour (1/16)   | N. Pilić         | 2e tour (1/32)           | M. Mulligan              | 1/8 de finale   | K. Rosewall   | 1/8 de finale   | T. Roche    | n.o.             | n.o.             |
| 1971  | —                | —                | 3e tour (1/16)           | Ž. Franulović            | 1/2 finale      | S. Smith      | 1er tour (1/64) | I. Țiriac   | n.o.             | n.o.             |
| 1972  | —                | —                | 2e tour (1/32)           | O. Parun                 | 1/8 de finale   | I. Năstase    | 1/2 finale      | I. Năstase  | n.o.             | n.o.             |
| 1973  | —                | —                | 1/2 finale               | I. Năstase               | —               | —             | 1/8 de finale   | S. Smith    | n.o.             | n.o.             |
| 1974  | —                | —                | 2e tour (1/32)           | T. Koch                  | 1/8 de finale   | J. Kodeš      | 2e tour (1/32)  | R. Moore    | n.o.             | n.o.             |
| 1975  | —                | —                | 2e tour (1/32)           | B. Gottfried             | 1er tour (1/64) | I. El Shafei  | 1er tour (1/64) | A. Neely    | n.o.             | n.o.             |
| 1976  | —                | —                | 1er tour (1/64)          | R. Norberg               | 2e tour (1/32)  | R. Lutz       | —               | —           | n.o.             | n.o.             |
| 1977  | 2e tour (1/16)   | R. Lewis         | —                        | —                        | 1er tour (1/64) | V. Gerulaitis | —               | —           | 1er tour (1/32)  | K. Meiler        |
| 1978  | n.o.             | n.o.             | —                        | —                        | 3e tour (1/16)  | J. Connors    | 1er tour (1/64) | B. Nichols  | —                | —                |
| 1979  | n.o.             | n.o.             | —                        | —                        | 1er tour (1/64) | B. Borg       | 1/8 de finale   | J. McEnroe  | —                | —                |
| 1980  | n.o.             | n.o.             | —                        | —                        | 1er tour (1/64) | S. Birner     | —               | —           | —                | —                |

N.B. : à droite du résultat se trouve le nom de l'ultime adversaire.

### En double
| Année | Open d'Australie          | Open d'Australie     | Internationaux de France    | Internationaux de France   | Wimbledon                  | Wimbledon                 | US Open                   | US Open                 | Open d'Australie | Open d'Australie |
| ----- | ------------------------- | -------------------- | --------------------------- | -------------------------- | -------------------------- | ------------------------- | ------------------------- | ----------------------- | ---------------- | ---------------- |
| 1968  | —                         | —                    | —                           | —                          | —                          | —                         | 2e tour (1/16) W. Knight  | C. Bovett G. Taylor     | n.o.             | n.o.             |
| 1969  | —                         | —                    | 2e tour (1/32) T. Edlefsen  | A. Bouteleux M. Leclercq   | 1er tour (1/32) A. Neely   | A. Ashe C. Pasarell       | 1/8 de finale T. Edlefsen | T. Okker M. Riessen     | n.o.             | n.o.             |
| 1970  | 1/8 de finale J. McManus  | J. Alexander P. Dent | 2e tour (1/32) R. Barth     | Ž. Franulović J. Loyo Mayo | 1er tour (1/32) R. Barth   | C. Pasarell E. van Dillen | 1er tour (1/32) R. Barth  | D. Crealy A. Stone      | n.o.             | n.o.             |
| 1971  | —                         | —                    | Finale S. Smith             | A. Ashe M. Riessen         | 1er tour (1/32) C. Richey  | B. Bertram B. Freer       | —                         | —                       | n.o.             | n.o.             |
| 1972  | —                         | —                    | 1/2 finale J. Connors       | B. Hewitt F. McMillan      | 1er tour (1/32) J. Connors | B. Hewitt F. McMillan     | 1/8 de finale J. Connors  | R. McKinley D. Stockton | n.o.             | n.o.             |
| 1973  | —                         | —                    | 1/8 de finale E. van Dillen | A. Ashe J. Kodeš           | —                          | —                         | 1/2 finale R. Ramírez     | R. Emerson R. Laver     | n.o.             | n.o.             |
| 1974  | —                         | —                    | 2e tour (1/16) M. Riessen   | K. Hirai T. Sakai          | 1er tour (1/32) M. Riessen | J. Higueras M. Orantes    | —                         | —                       | n.o.             | n.o.             |
| 1975  | —                         | —                    | —                           | —                          | —                          | —                         | —                         | —                       | n.o.             | n.o.             |
| 1976  | —                         | —                    | —                           | —                          | 1/4 de finale M. Estep     | V. Amritraj A. Amritraj   | —                         | —                       | n.o.             | n.o.             |
| 1977  | 1/8 de finale D. Stockton | K. Warwick S. Ball   | —                           | —                          | 1er tour (1/32) D. Ralston | C. Dibley M. Estep        | —                         | —                       | —                | —                |
| 1978  | n.o.                      | n.o.                 | —                           | —                          | 2e tour (1/16) S. Stewart  | F. McNair R. Ramírez      | —                         | —                       | —                | —                |

N.B. : le nom du ou de la partenaire se trouve sous le résultat ; le nom des ultimes adversaires se trouve à droite.